# Sôl austan, Mâni vestan
Sôl austan, Mâni vestan (în română La est de Soare, la vest de Lună) este cel de-al zecelea album realizat de către Burzum. A fost înregistrat în 2012 și lansat în mai 2013, la exact un an de la lansarea precedentului album, Umskiptar.
Coperta este pictura Răpirea Proserpinei (1888) realizată de pictorul spaniol, Ulpiano Checa.
Albumul este în totalitate instrumental, asemănându-se din acest punct de vedere cu cele două albume realizate de Varg în închisoare, Dauði Baldrs (1997) și Hliðskjálf (1999). Varg anunțase încă înainte de lansarea albumului că s-a distanțat de scena black metal. Multe din melodiile de pe acest album au fost incluse în coloana sonoră a filmului ForeBears, film produs și regizat de Varg și soția lui.

## Lista pieselor
1. "Sôl austan" (La est de Soare) - 04:22
2. "Rûnar munt þû finna" (Vei găsi secrete) - 03:28
3. "Sôlarrâs" (Călătorie spre Soare) - 04:03
4. "Haugaeldr" (Foc pe movila funerară) - 07:26
5. "Feðrahellir" (Peștera strămoșilor) - 05:20
6. "Sôlarguði" (Zeul Soare) - 07:11
7. "Ganga at sôlu" (În sens orar) - 05:58
8. "Hîð" (Bârlogul ursului) - 06:23
9. "Heljarmyrkr" (Întunericul morții) - 04:02
10. "Mâni vestan" (La vest de Lună) - 05:53
11. "Sôlbjörg" (Apus) - 03:59

## Personal
- Varg Vikernes - Toate instrumentele

## Clasament
| Țara     | Poziția |
| -------- | ------- |
| Finlanda | 19      |